# European Research Institute of the Biology of Ageing
Het ERIBA (afkorting van European Research Institute of the Biology of Ageing) is een onderzoeksinstituut van het Universitair Medisch Centrum Groningen en de Rijksuniversiteit Groningen waar wetenschappers met hun onderzoeksgroepen fundamenteel onderzoek doen naar het verouderingsproces en ziekten die daarmee gepaard gaan.
Onderzoekers maken gebruik van technieken op het gebied van bijvoorbeeld genoom- en eitwitonderzoek, microscopie, bioinformatica en cel-isolatie. Zowel het UMCG als de RUG heeft Healthy Ageing, gezond en actief ouder worden, als focus voor het wetenschappelijk onderzoek. 

## Onderzoeksgroepen
Binnen het ERIBA zijn de volgende onderzoeksgroepen actief:
- Ageing Biology and Stem Cells
- Asymmetric Cell Division and Ageing
- Cellular Biochemistry
- Cellular senescence and age-related pathologies
- Gene Regulation In Ageing and Age-Related Diseases
- Genetic Instability and Ageing
- Genome Structure Ageing
- Genomic Instability in Development and Disease
- Molecular Neurobiology of Ageing
- Quantitative Epigenetics
- Stem Cell Regulation and Mechanisms of Regeneration
- Telomeres and Genome Integrity